# Honorato Trosso
Honorato Trosso, né le 27 janvier 1970 à Luanda, en Angola, est un joueur angolais de basket-ball, évoluant au poste d'arrière. 